# Gregorio Marañón (stacja metra)
Gregorio Marañón – stacja początkowa metra w Madrycie, na linii 7 i linii 10. Znajduje się na granicy dzielnic Chamberí i Chamartín, w Madrycie i zlokalizowana jest pomiędzy stacjami Alonso Cano i Avenida de América (linia 7) oraz Nuevos Ministerios i Alonso Martínez (linia 10). Została otwarta 16 października 1998. Nazwana imieniem Gregorio Marañóna.